# San Esteban (Chile)
San Esteban ist eine Stadt und Gemeinde in der Provinz Los Andes in der Región de Valparaíso in Chile. Bei der Volkszählung im Jahr 2017 hatte sie 18.855 Einwohner. Die Gemeinde erstreckt sich über eine Fläche von 1361,6 km².
Im Jahr 2018 betrug die Zahl der in San Esteban registrierten Unternehmen 385.

## Geschichte
Es wurde durch Beschluss vom 3. August 1861 mit dem Titel San Esteban de Aconeagua Arriba gegründet. Damals war es ein Dorf des Departements San Felipe und Sitz der Gemeinde. Mit Dekret vom 10. Oktober 1898 erhielt es den Titel einer Stadt.

## Bevölkerung
Laut der Volkszählung des Nationalen Statistikinstituts von 2002 hatte Calle Larga 14.400 Einwohner (7298 Männer und 7102 Frauen). Davon lebten 7542 (52,4 %) in städtischen Gebieten und 6858 (47,6 %) in ländlichen Gebieten. Die Bevölkerung wuchs zwischen den Volkszählungen 1992 und 2002 um 18,5 % (2247 Personen). Im Jahr 2017 zählte man 14.832 Personen.